# Álex Blesa
Álex Blesa (Valencia, 15 de enero de 2002) es un futbolista español, que juega en la demarcación de centrocampista en el C. D. Teruel de la Primera Federación.

## Trayectoria
Tras formarse en la cantera del Levante U. D. desde los diez años, finalmente en 2018 subió al segundo equipo. Tras dos temporadas, finalmente ascendió al primer equipo, debutando el 19 de julio de 2020 en la jornada 38 de la Primera División contra el Getafe C. F., encuentro que finalizó con un resultado de 1-0 a favor del combinado granota. En la temporada 2021-22 pasó a ser miembro del primer equipo. A pesar de ello, solo participó en dos partidos de la Copa del Rey, por lo que en enero de 2022 fue cedido al C. D. Castellón hasta el mes de junio. En agosto volvió a ser prestado, siendo esta vez la Cultural Leonesa su destino.
En junio de 2024 puso fin a su etapa en el Levante U. D. tras expirar su contrato. Entonces siguió su carrera en la A. D. Ceuta F. C., el Ourense C. F. y el C. D. Teruel.

## Clubes
| Club                      | País   | Año       | Partidos | Goles |
| ------------------------- | ------ | --------- | -------- | ----- |
| Atlético Levante U. D.    | España | 2019-2021 | 66       | 3     |
| Levante U. D.             | España | 2020-2022 | 4        | 3     |
| C. D. Castellón (cedido)  | España | 2022      | 13       | 0     |
| Cultural Leonesa (cedido) | España | 2022-2023 | 29       | 3     |
| Levante U. D.             | España | 2023-2024 | 4        | 0     |
| A. D. Ceuta F. C.         | España | 2024-2025 | 11       | 1     |
| Ourense C. F.             | España | 2025      | 7        | 0     |
| C. D. Teruel              | España | 2025-     |          |       |